# Prunus buergeriana
Espèce
Classification phylogénétique
Prunus buergeriana, de son nom japonais イヌザクラ (inu-zakura), est une espèce de plantes à fleurs de la famille des Rosaceae. C'est un arbre ornemental que l'on le trouve  à l'état sauvage en Asie, à flanc de coteau ou en basse montagne.